# Moa (Atlantischer Ozean)
Der Moa, auch Makona, historisch Sulima, ist ein Fluss in Westafrika.

## Verlauf
Der Fluss entspringt im Bergland der Region Faranah in Guinea, etwa 40 km nordöstlich der Stadt Bofossou. Er bildet zunächst südwestwärts fließend die Grenze zwischen Guinea und Liberia, dann zwischen Guinea und Sierra Leone und fließt später weiter gen Südwesten durch Sierra Leone. Der Moa fließt bei Sulima um die Insel Kakoda in den Atlantik. Mit der Insel Tiwai befindet sich in ihm flussaufwärts eines der wichtigsten Naturschutzgebiete Sierra Leones.
Er hat eine Gesamtlänge von 425 Kilometern, wovon 266 Kilometer in Sierra Leone liegen.

## Hydrometrie
Die Abflussmenge des Moa wurde am Pegel „Moa Bridge“, bei dem überwiegenden Teil des Einzugsgebietes in m³/s gemessen (Werte aus Diagramm abgelesen).

## Einzugsgebiet
Je nach Quelle wird das Einzugsgebiet mit Werten zwischen 17.900 und 22.489 km² angegeben. Es befindet sich zu knapp zur Hälfte in Sierra Leone. Etwas mehr als ein Drittel liegt in Guinea, der Rest in Liberia.